# الی دی‌بی
الی دی‌بی (Object Linking and Embedding, Database, - OLEDB, or OLE-DB) نام یک ای‌پی‌آی است که توسط شرکت مایکروسافت برای انجام‌پذیری و آسان‌سازی دست‌رسی یک‌نواخت به داده‌های متنوع در مخازن و پایگاه‌های متفاوت داده‌ها طراحی شده‌است.